# Letiště Černovice
Letiště Černovice (též Letiště Slatina, původně Letiště Brno; ICAO: LKCL) je bývalé letiště v katastru čtvrti Černovice v Brně. Plocha letiště je zastavěna průmyslovou zónou Černovická terasa, dochované objekty jsou ve správě Technického muzea v Brně.
Travnatá vzletová a přistávací dráha 13/31 měla rozměry 1200×60 m a nacházela se v nadmořské výšce 245 m.

## Historie
Původní brněnské letiště bylo vybudováno v letech 1924–1926. První letadlo, Farman/Avia F.60 Goliath ČSA, zde přistálo 23. května 1926, pravidelný provoz byl oficiálně zahájen o den později a ke slavnostnímu otevření došlo 30. května 1926. Na přelomu 20. a 30. let spojovaly letecké linky Brno s Prahou, Bratislavou, Košicemi, Zlínem, Piešťanami, Užhorodem, Kluží, Bukureští, Sarajevem a Záhřebem, mezinárodní linky ale byly v období hospodářské krize ve 30. letech zrušeny. Od 30. let bylo také využíváno armádou, v letech 1939–1945 zde působila Luftwaffe. Od roku 1945 zde opět fungoval pravidelný civilní provoz, kromě něj jej od roku 1946 využívaly i vojenské jednotky. Po stavbě a zprovoznění nového letiště v Tuřanech v roce 1954 zůstalo černovické letiště pouze armádě a aeroklubu.
Od roku 1988 zde operovala letecká záchranná služba (později Letecká služba Policie České republiky a Alfa-Helicopter), na přelomu 80. a 90. let 20. století došlo k útlumu vojenských aktivit. Letiště bylo zrušeno 30. září 2001, aeroklub se přestěhoval do Tuřan a v Černovicích prozatím zůstalo pouze administrativní zázemí, později přemístěné do Tuřan. V části areálu letiště nadále fungoval vojenský letecký opravárenský závod (činnost ukončena 2006) a letecká záchranka, která se 21. listopadu 2006 přestěhovala do nově vybudovaných prostor v Tuřanech. Ten den byla také zahájena demolice historického hangáru. V následujících letech byl prostor letiště zastavěn rozšířující se průmyslovou zónou Černovická terasa.
Zachovanou část areálu, tvořenou čtyřmi objekty (z toho dva jsou hangáry), mělo od Armády České republiky od roku 2009 vypůjčené Technické muzeum v Brně (TMB). Po čtyřech letech získalo TMB od státu tento areál do vlastní správy. Podle plánů na roky 2014–2020 zvažovalo TMB upravit hangáry na veřejně přístupný depozitář, zůstalo ovšem pouze u myšlenky. Objekty slouží jako depozitář letecké techniky, letectví je věnována venkovní expozice u hlavní muzejní budovy v Králově Poli.